# Phaeosphaeria pleurospora
Phaeosphaeria pleurospora är en svampart som först beskrevs av Niessl, och fick sitt nu gällande namn av Leuchtm. 1984. Phaeosphaeria pleurospora ingår i släktet Phaeosphaeria och familjen Phaeosphaeriaceae.   Inga underarter finns listade i Catalogue of Life.